# Shred

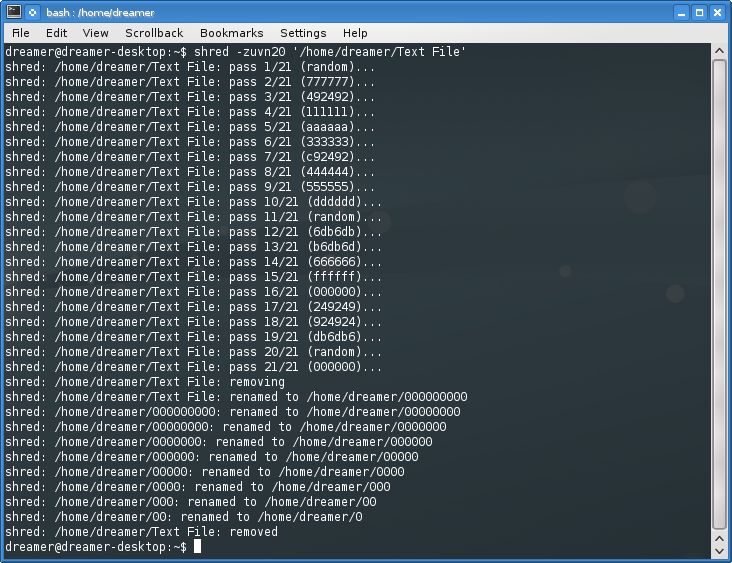

shred ist ein Programm, das unter unixoiden Systemen sicheres Löschen von Dateien auf Datenträgern ermöglichen soll. Dabei werden verschiedene Methoden wie mehrfaches Überschreiben mit Bitmustern oder Zufallswerten angewendet, um eine Wiederherstellung von gelöschten Daten zu erschweren oder (aus praktischer Sicht) gar unmöglich zu machen.
Der Befehl gehört zu den GNU Core Utilities.

## Einschränkungen
shred kann seine Wirkung aufgrund technischer Umstände nicht auf allen Dateisystemen entfalten. Unter anderem in den folgenden Situationen können Daten nicht zuverlässig sicher gelöscht werden:
- Wenn das Dateisystem copy on write Semantik implementiert, zum Beispiel ZFS
- Wenn ein Log-strukturiertes oder „journaled“ Dateisystemen zum Einsatz kommt, zum Beispiel JFS, ReiserFS und XFS.
- Wenn die Dateien auf einem RAID-System (ein Festplattenverbund) abgelegt waren.
- Bei Dateisystemen, die Schnappschüsse (snapshots) erstellen.
- Bei komprimierten Dateisystemen.
- Bei Netzwerkdateisystemen.
- Bei Dateisystemen auf bestimmten Flash-Speichern, bei denen Wear-Leveling-Algorithmen dafür sorgen, dass beim Überschreiben vorhandener Daten diese an einer anderen physischen Adresse des Speichers abgelegt werden.

## Andere Bedeutung
Der Begriff Shred wird auch für eine bestimmte Art des Gitarrenspiels verwendet, siehe dazu Shredding.